# Тонкое (озеро, Карелия)
Тонкое — озеро на территории Идельского сельского поселения Сегежского района Республики Карелии.

## Общие сведения
Площадь озера — 0,7 км², площадь водосборного бассейна — 5,6 км². Располагается на высоте 76,1 метров над уровнем моря.
Форма озера серпообразная, продолговатая: оно вытянуто с северо-запада на юго-восток. Берега каменисто-песчаные, преимущественно возвышенные.
Из северо-западной оконечности озера вытекает протока, впадающая в Кяльгозеро. Через последнее протекает река Кочкома, впадающая в реку Нижний Выг.
К западу от озера проходит просёлочная дорога.
Код объекта в государственном водном реестре — 03020300411103000005070.